# تی‌تی‌آی
تی‌تی‌آی (انگلیسی: Travel Technology Interactive) شرکت گردشگری فرانسوی است، که در سال ۲۰۰۱ تأسیس شد.